# Nikolaus von Griechenland (1872–1938)

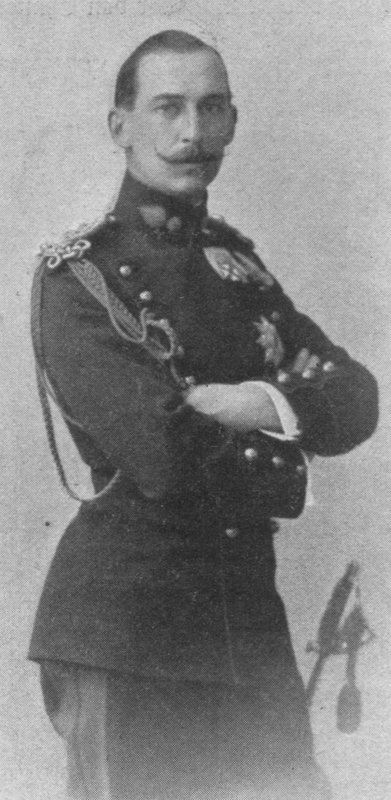
Nikolaus von Griechenland

Nikolaus, Prinz von Griechenland und Dänemark - gr. Νικόλαος της Ελλάδας / Nikolaos tis Elládas - (* 10. Januarjul. / 22. Januar 1872greg. in Athen; † 8. Februar 1938 ebenda) aus dem Haus Schleswig-Holstein-Sonderburg-Glücksburg war ein Mitglied der griechischen Königsfamilie. 

## Leben
Nikolaus wurde am 22. Januar 1872 als viertes Kind und dritter Sohn des griechischen Königs Georg I. und dessen Gemahlin, der russischen Großfürstin Olga Konstantinowna Romanowa, geboren. Als Enkel des dänischen Königs Christian IX. (“Schwiegervater Europas”) und als Urenkel des russischen Zaren Nikolaus I. bestanden sowohl zum dänischen als auch zum russischen Herrscherhaus enge familiäre Bindungen. Um Nikolaus von seinem Cousin, dem russischen Thronfolger Nikolaus zu unterscheiden, nannte man ihn in Familienkreisen den „griechischen Nicky“.
An der Hellenischen Militärakademie Scholi Evelpidon in Piräus erhielt Prinz Nikolaus eine militärische Ausbildung, in seiner Freizeit widmete er sich der Malerei. Seine Werke signierte er mit dem Kürzel Nicolas Leprince.
Gemeinsam mit seinen Brüdern Konstantin und Georg wirkte Nikolaus an der Ausrichtung der Olympischen Sommerspiele von 1896 in Athen mit und fungierte als Präsident der Schießwettbewerbe. 
Nach der erzwungenen Abdankung seines Bruders Konstantin I. im Juni 1917 ging Nikolaus ins Exil in die Schweiz, später nach Frankreich. Dort nahm er eine Professur für Malerei an. Erst 1936 kehrte er nach Griechenland zurück, wo er am 8. Februar 1938 starb und auf dem Königlichen Friedhof Tatoi bestattet wurde.

## Ehe und Nachkommen

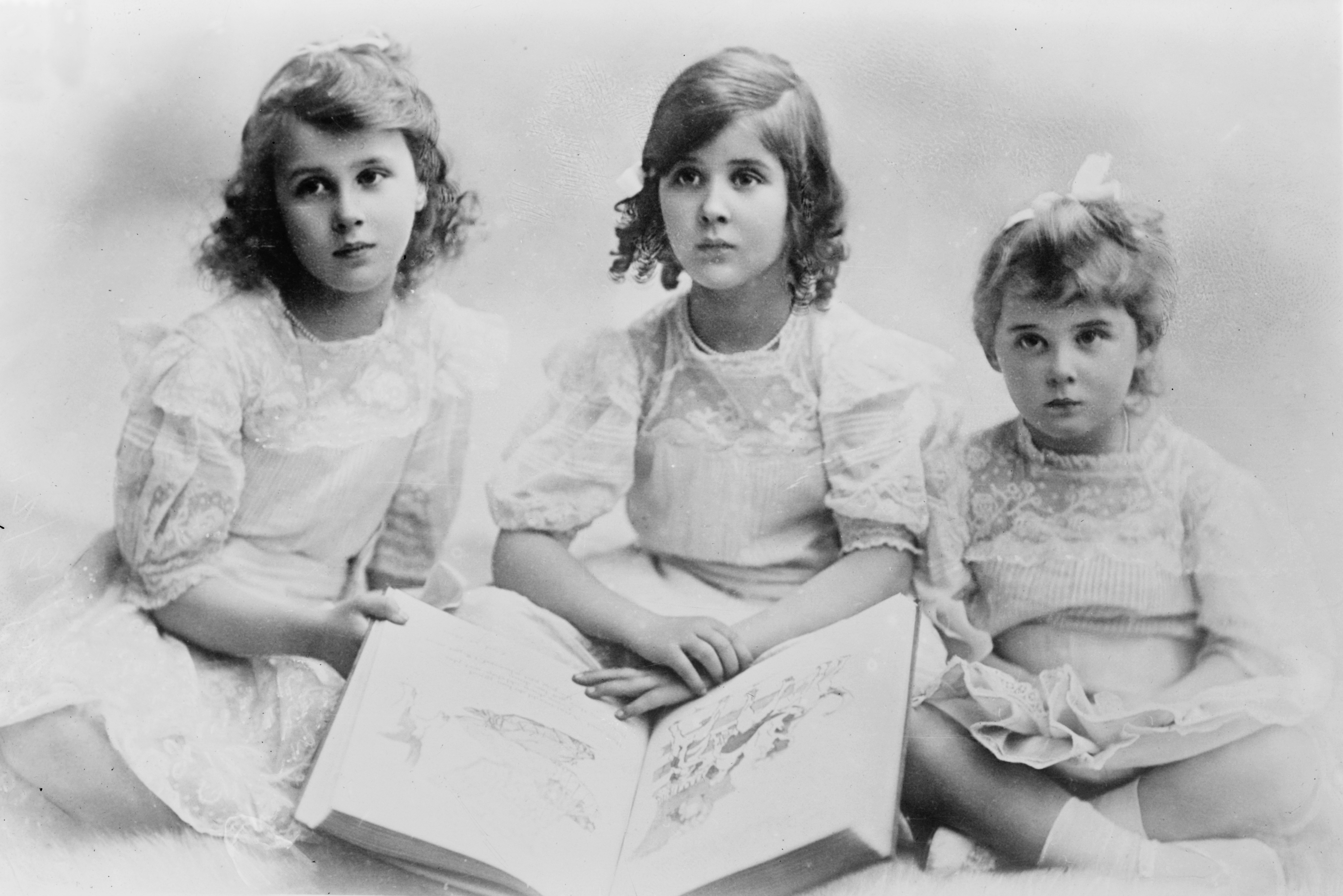
Die Töchter des Prinzen Nikolaus von Griechenland

Am 29. August 1902 heiratete Nikolaus in Zarskoje Selo die russische Großfürstin Jelena Wladimirowna Romanowa, eine Cousine zweiten Grades. Sie war die Tochter von Wladimir Alexandrowitsch Romanow und dessen Gemahlin Marie zu Mecklenburg.
Aus der Ehe gingen drei Töchter hervor: 
- Prinzessin Olga (1903–1997) ⚭ 1923 Prinz Paul von Jugoslawien
- Prinzessin Elisabeth (1904–1955) ⚭ 1934 Karl Theodor Graf zu Toerring-Jettenbach
- Prinzessin Marina (1906–1968) ⚭ 1934 George, 1. Duke of Kent